# Pyrenula anomala
Pyrenula anomala är en lavart som först beskrevs av Erik Acharius, och fick sitt nu gällande namn av Vain. Pyrenula anomala ingår i släktet Pyrenula och familjen Pyrenulaceae.   Inga underarter finns listade i Catalogue of Life.